# Lučivná
Lučivná (in ungherese Lucsivna, in tedesco Lautschburg) è un comune della Slovacchia facente parte del distretto di Poprad, nella regione di Prešov.
Il villaggio fu menzionato per la prima volta nel 1321 con il nome di Lautspurg.